# Literarisches Feld
Als Theorie des literarischen Feldes bezeichnet man zusammenfassend die wissenschaftlichen Veröffentlichungen des französischen Kultursoziologen Pierre Bourdieu (1930–2002) zu allen Fragen, die sich mit der Literatursoziologie und ihren spezifischen Fragestellungen auseinandersetzen. Bourdieus literatursoziologisches Hauptwerk Les règles de l'art. Genèse et structure du champ litteraire, das alle bis dato gewonnenen Erkenntnisse in einer Monografie vereinigt, stammt aus dem Jahr 1992 und liegt seit 1999 in dt. Übersetzung unter dem Titel Die Regeln der Kunst. Genese und Struktur des literarischen Feldes vor. Es beschäftigt sich mit der Herausbildung und Autonomisierung des literarischen Feldes im Frankreich des 19. Jahrhunderts und hat in den letzten Jahren auch in der deutschsprachigen Literaturwissenschaft, insbesondere in der Romanistik und der Germanistik, eine positive Resonanz erfahren und zu Anschlussforschungen und Weiterentwicklungen geführt.

Titelseite von Bourdieus Hauptwerk zur Theorie des literarischen Feldes

## Grundlagen
Zentrale Elemente der Bourdieuschen Theorie des literarischen Feldes sind die Habitus- und Feldtheorie, die Kapitaltheorie, das Konzept relativer Autonomie sowie die Theorie des sozialen Raums. Zwischen diesen Theoriebausteinen bestehen komplexe Beziehungen und Wechselwirkungen, die in ihrer Gesamtheit ein Modell der Funktionsweise des Literaturbetriebs abgeben, das sich auf alle Entwicklungsstadien moderner literarischer Kommunikation anwenden lässt und sich mittlerweile als eigenständige literaturwissenschaftliche Methode etabliert und durchgesetzt hat.

### Sozialer Raum und Kapital
Mit Hilfe des Sozialraumbegriffs soll die Struktur der Verteilung auf den ersten Blick unsichtbarer gesellschaftlicher Ressourcen empirisch sowie statistisch erfasst werden. Die wichtigsten jener gesellschaftlichen Ressourcen konzipiert Bourdieu dabei als ökonomisches Kapital, also persönliches geldwertes Eigentum oder auch Finanzkapital im weitesten Sinne, kulturelles Kapital, sprich individuelle, offiziell abgesegnete oder bloß internalisierte Bildungsvorräte, soziales Kapital, also Freundschaftsverhältnisse und zwischenmenschliches Beziehungsnetz, sowie schließlich als symbolisches Kapital, d. h. als Reputation bzw. als kollektive Anerkennung eines bestimmten gesellschaftlichen Akteurs und seiner übrigen Kapitalressourcen durch eine größere Anzahl von ihn wahrnehmenden und beurteilenden Akteuren, die sich auf dem gleichen Feld engagieren. Die Strategien der Akteure, d. h. auf dem literarischen Feld beispielsweise die von einem Autor gewählte Machart der literarischen Werke in stilistischer wie stofflicher Hinsicht, werden maßgeblich von deren Verfügung über die Kapitalsorten beeinflusst. Dabei besteht die Tendenz, bei relativ geringem sozioökonomischem Status eine gegen den dominierenden Mainstream, d. h. eine gegen die gerade herrschende Orthodoxie gerichtete Position einzunehmen, die Bourdieu mit dem neutral gemeinten Begriff der 'Häresie' charakterisiert.
In Bezug auf das moderne literarische Feld Frankreichs, das als seit Mitte des 19. Jahrhunderts von außen ziemlich unabhängiger Teilbereich aufeinander bezogener und miteinander in Konkurrenz stehender gesellschaftlicher Handlungen gedacht wird, unterscheidet Bourdieu ferner drei nichtgeografische bzw. nichtphysikalische Raumbegriffe: den Raum der Stellungen, den Raum der Möglichkeiten sowie den Raum der Werke.
Der Raum der Stellungen erfasst die soziale Lage aller im literarischen Feld engagierten Akteure auf der Grundlage ihrer Kapitalstruktur, d. h. hinsichtlich ihrer Verfügung über die oben genannten Kapitalformen und der sich daraus ergebenden Position in der Gesellschaft, die er als Klassengesellschaft auffasst. Dabei kann man den Raum der Stellungen als zweidimensionales Koordinatensystem darstellen, dessen y-Achse die Summe aller Kapitalien eines Akteurs angibt, während die x-Achse lediglich auf das proportionale Verhältnis zwischen dem ökonomischen und kulturellen Kapitalreserven desselben Akteurs rekurriert, sodass 'eher vermögende als gebildete' Akteure von 'eher gebildeten als vermögenden' Akteuren unterschieden werden können. Dabei wird der Raum der Stellungen nicht als starre Struktur, sondern als hoch dynamisches, historisch wandelbares Geflecht von Interakteurbeziehungen konzipiert, weshalb man Bourdieu auch dem Poststrukturalismus zurechnen kann.
Als Raum der Werke bezeichnet Bourdieu jene diskursive Sphäre, in der die literarischen Werke, die auch als künstlerische Positions- bzw. Stellungnahmen aufgefasst werden, in einem mehr oder minder öffentlich zugänglichen Bereich kommuniziert werden. Literarische Kunstwerke lassen sich dabei, je nach Forschungsinteresse, entlang thematischer und stilistischer Differenzen kategorisieren und systematisieren, wobei auch hier gilt, dass man es mit einer höchst dynamischen Struktur zu tun hat.

### Strukturhomologie zwischen dem Raum der Stellungen und dem Raum der Werke
Zentrales Theorem der Theorie des literarischen Feldes ist die Annahme, dass zwischen dem Raum der Stellungen und dem Raum der Werke eine über den Raum der Möglichkeiten vermittelte Strukturhomologie existiert. Das bedeutet, dass die relativen gesellschaftlichen Abstände der Autoren untereinander den relativen Abständen hinsichtlich der inhaltlichen wie formalen Machart der Werke untereinander ähneln. Je nachdem, wie sich die an der Verfügung über die oben genannten Kapitalformen ablesbare soziale Lage eines bestimmten Literaturproduzenten zu einem bestimmten Zeitpunkt gestaltet, ergeben sich bestimmte, das Spektrum möglicher Spielzüge im Raum der Möglichkeiten einschränkende Zwänge, aber auch Chancen hinsichtlich der konkreten thematischen bzw. stilistischen Ausgestaltung literarischer Produkte, die mithin ökonomischer, kultureller, sozialer und/oder symbolischer Natur sein können. Wahrgenommen werden diese im Raum der Möglichkeiten abgelegten Zwänge und Chancen über die Habitusstrukturen der handelnden Akteure, die sowohl kollektiv geteilte, schichtspezifische Erfahrungen als auch individuelle Erfahrungen in einem System relativ dauerhafter Dispositionen umfassen, nicht aber streng determinieren, für welche künstlerische Handlungsmöglichkeit sich ein im literarischen Feld engagierter Akteur entscheidet.

### Relative Autonomie des literarischen Feldes
Ein weiterer Kernbaustein der Theorie des literarischen Feldes ist in Bourdieus Konzeption relativer Autonomie zu sehen. Das literarische Feld Frankreichs hat sich im Verlauf des 19. Jahrhunderts bis zu einem gewissen Grad Unabhängigkeit von externen ökonomischen, politischen, religiösen und institutionellen Zwängen erkämpft, von der jedoch niemand vorhersehen kann, wie lange diese noch andauern wird. Auch gibt es innerhalb des literarischen Feldes durchaus unterschiedlich stark ausgeprägte Autonomisierungsgrade.
So steht am künstlerischen Pol des literarischen Feldes, der ungefähr mit dem Begriff der Höhenkammliteratur deckungsgleich ist, nicht primär ökonomischer Profit, sondern literarischer Ruhm oder, wie Bourdieu es formuliert, spezifisch literarisches symbolisches Kapital im Mittelpunkt des Interesses, wobei sich die Akteure diese Verneinung weltlicher Profite vielfach nur deshalb leisten können, weil sie finanziell unabhängig sind und nicht von ihrer Literaturproduktion leben müssen. Dementsprechend ist hier die ökonomische Profitmaximierungslogik der Wirtschaft praktisch außer Kraft gesetzt und der Autonomiegrad entsprechend hoch. Am anderen Pol des Feldes, dem Unterfeld der Massenproduktion dagegen zählen nicht literarische Meisterschaft und die Anerkennung des Fachpublikums, sondern lediglich Auflagenzahlen und Gewinnstatistiken. Entsprechend werden sich hier die Autoren dem Publikumsgeschmack fügen und das schreiben, was die Leser am leichtesten konsumieren können und am ehesten kaufen. Somit gibt das literarische Feld in diesem Bereich, der ziemlich genau dem geläufigeren Begriff der Trivialliteratur entspricht, einen Großteil seiner Unabhängigkeit zugunsten der ökonomischen Profitmaximierungslogik auf und beugt sich damit feldexternen Ansprüchen, sodass die originär literarischen Strategien der Kulturproduzenten in diesem Sektor wirtschaftlich überformt werden. Literatur wird also in diesem Bereich nicht mehr nach rein ästhetischen Maßstäben verfasst, sondern in ihrer Beschaffenheit vor allem vom Massengeschmack diktiert, was natürlich die Stoffauswahl ebenso beeinflusst wie die formale Gestaltung der literarischen Werke.

## Sekundärliteratur
- Gerhard Fröhlich, Boike Rehbein (Hrsg.): Bourdieu-Handbuch. Leben – Werk – Wirkung. Metzler, Stuttgart u. a. 2009, ISBN 978-3-476-02235-6.
- Verena Holler: Felder der Literatur. Eine literatursoziologische Studie am Beispiel von Robert Menasse (= Europäische Hochschulschriften. Reihe 1: Deutsche Sprache und Literatur. Bd. 1861). Peter Lang, Frankfurt am Main u. a. 2003, ISBN 3-631-50884-0.
- Markus Joch, Norbert Christian Wolf (Hrsg.): Text und Feld. Bourdieu in der literaturwissenschaftlichen Praxis (= Studien und Texte zur Sozialgeschichte der Literatur. Bd. 108). Niemeyer, Tübingen 2005, ISBN 3-484-35108-X.
- Markus Joch: Literatursoziologie / Feldtheorie. In: Jost Schneider (Hrsg.): Methodengeschichte der Germanistik. de Gruyter, Berlin u. a. 2009, ISBN 978-3-11-018880-6, S. 385–420.
- Joseph Jurt: Das literarische Feld. Das Konzept Pierre Bourdieus in Theorie und Praxis. Wissenschaftliche Buchgesellschaft, Darmstadt 1995, ISBN 3-534-11573-2.
- Joseph Jurt: Le champ littéraire. Le concept de Pierre Bourdieu: contextes, théorie, pratiques. Honoré Champion, Paris 2023, ISBN 978-2-7453-5874-5.
- Tilmann Köppe, Simone Winko: Neuere Literaturtheorien. Eine Einführung. Metzler, Stuttgart u. a. 2008, ISBN 978-3-476-02059-8.
- Christine Magerski: Die Konstituierung des literarischen Feldes in Deutschland nach 1871. Berliner Moderne, Literaturkritik und die Anfänge der Literatursoziologie (= Studien und Texte zur Sozialgeschichte der Literatur. Bd. 101). Niemeyer, Tübingen 2004, ISBN 3-484-35101-2.
- Cornelius Mitterer: Richard Schaukal in Netzwerken und Feldern der literarischen Moderne (= Studien und Texte zur Sozialgeschichte der Literatur. Bd. 149). De Gruyter, Berlin u. a. 2020, ISBN 978-3-11-061801-3.
- Gregor Ohlerich: Sozialistische Denkwelten. Modell eines literarischen Feldes der SBZ/DDR 1945 bis 1953 (= Probleme der Dichtung. Bd. 36). Universitätsverlag Winter, Heidelberg 2005, ISBN 3-8253-5078-9.
- Louis Pinto, Franz Schultheis (Hrsg.): Streifzüge durch das literarische Feld (= Édition Discours. Bd. 4). UVK, Universitäts-Verlag Konstanz, Konstanz 1997, ISBN 3-87940-493-3.
- Michael Pollak: Wien 1900. Eine verletzte Identität (= Édition Discours. Bd. 6). UVK, Universitäts-Verlag Konstanz, Konstanz 1997, ISBN 3-87940-534-4.
- Rakefet Sela-Sheffy: Literarische Dynamik und Kulturbildung. Zur Konstruktion des Repertoires deutscher Literatur im ausgehenden 18. Jahrhundert (= Universität Tel-Aviv. Schriftenreihe des Instituts für Deutsche Geschichte. Bd. 21). Bleicher, Gerlingen 1999, ISBN 3-88350-467-X.
- Heribert Tommek: J. M. R. Lenz. Sozioanalyse einer literarischen Laufbahn. Synchron, Wissenschafts-Verlag der Autoren, Heidelberg 2003, ISBN 3-935025-29-7 (Zugleich: Berlin, Freie Universität, Dissertation, 2000).